# Planificación familiar

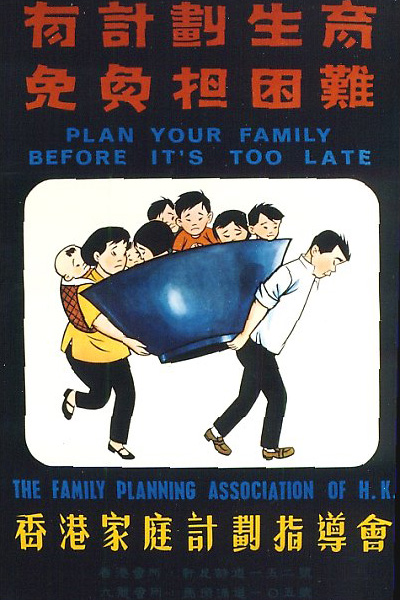
Póster publicitario de Hong Kong sobre planificación familiar.

El término planificación familiar se refiere a todos aquellos suministros y servicios que hacen posible que las personas y las parejas tengan el número de hijos que desean tener y planifiquen el cuándo y cada cuánto tiempo los tendrán. En ella se incluyen los métodos anticonceptivos modernos, tales como la píldora anticonceptiva, los DIU, los productos inyectables, o los preservativos para hombres y mujeres. Los servicios incluyen  atención médica, asesoramiento  e información y educación relacionadas con la salud sexual y reproductiva.
El control natal o planificación familiar puede tener como objetivo engendrar o no descendientes y, en su caso, decidir sobre el número de hijos, el momento y las circunstancias sociales, económicas y personales en las que se desea tenerlos.
También se incluye dentro de la planificación familiar la educación de la sexualidad, la prevención y tratamiento de las infecciones de transmisión sexual, el asesoramiento antes de la fecundación, durante el embarazo y el parto, así como el tratamiento de la infertilidad, mediante técnicas  de reproducción asistida como la fecundación in vitro.

## Servicios de planificación familiar
Los servicios de planificación se definen como el conjunto de prestaciones ofrecidas por profesionales sanitarios especializados que incluyen actividades y prácticas educativas, preventivas, médicas y sociales que permiten a los individuos, incluidos menores, determinar libremente el número y espaciamiento de sus hijos y seleccionar el medio más adecuado a sus circunstancias.
La planificación se utiliza a veces como un sinónimo de control de la mortalidad. En este sentido los servicios médicos de planificación familiar facilitan información sobre los distintos métodos anticonceptivos y ofrecen asistencia médica especializada para conseguir espaciar los embarazos deseados así como para evitar los embarazos no deseados. En este sentido la planificación familiar consiste en la utilización de diferentes métodos para controlar el número y la cronología de los embarazos. 
La finalidad última de la planificación familiar consiste en mejorar la salud de la madre, sus hijos y la familia en general. En este sentido, las medidas preventivas de salud básicas reconocidas son: 
- Espaciamiento de los partos.
- Limitación del tamaño de la familia.
- Programación de los nacimientos.

Los objetivos de la obstetricia en la Planificación Familiar:[cita requerida]
1. Ser sensible a las necesidades de control de la natalidad de la mujer o la pareja.
2. Conservar la objetividad al hablar de los métodos de control de la natalidad, incluso cuando se trate de esterilización y aborto.
3. Orientar a la mujer sobre todos los métodos de control de la natalidad.
4. Ofrecer amplia información sobre el método elegido por la mujer.
5. Permitir a la paciente tomar una decisión informada.
6. Animar a la paciente a buscar ayuda cuando se le presenten dudas o problemas.
7. Estar a disposición de la paciente cuando necesite consejo o ayuda.

En la población rural existe mayor mortalidad materna y perinatal que en la población urbana. Ello obedece, entre otras razones, a que en la población rural las mujeres presentan factores de riesgo con mayor frecuencia. Por lo tanto para reducir la mortalidad materna y perinatal en el área rural es muy importante promover el uso más amplio de anticonceptivos, especialmente en las mujeres con alto riesgo reproductivo.

## ¿Por qué se debe tener una planificación familiar?
Hacer uso de la planificación familiar es una estrategia que las personas tienen a su alcance para gozar no solo de una adecuada salud sexual y reproductiva, sino también de una herramienta fundamental para su propio desarrollo y el de la sociedad. Derecho que debe ser respetado. Es fundamental y es deber del Estado tener políticas claras de planificación familiar, respetar la autodeterminación de hombres y mujeres cuando deciden planificar su vida reproductiva, y el derecho que tienen de no tener interferencias en su decisión, así como en el acceso y disponibilidad a la más amplia gama de métodos anticonceptivos.

## Logros de la planificación familiar
En la Conferencia Internacional de Población y Desarrollo llevada a cabo en El Cairo en 1994, la planificación familiar es reconocida como una estrategia de salud, que bien aplicada puede contribuir y lograr un desarrollo de las naciones. A través de los últimos años se ha podido constatar que los beneficios no solo están dirigidos a prevenir embarazos no deseados y, con ello, prevenir abortos inducidos y la muerte materna, sino también mejora la salud infantil, mejora el acceso a la educación de los niños en el mundo; favorece el empoderamiento de las mujeres, no solo en el campo laboral sino también en otras áreas como en lo político y, con ello, el concepto de género; contribuye a disminuir la pobreza estimulando el desarrollo económico y el nivel de vida de las personas.

## ¿Por qué no se tiene una planificación familiar?
En los países en vías de desarrollo una de cada cuatro mujeres se encuentra entre los 15 a 49 años; es decir, en edad reproductiva. De ellas, 867 millones no desearían quedar embarazadas, espaciar los nacimientos o limitar sus embarazos futuros. Unas 645 millones están utilizando métodos modernos de anticoncepción y se calcula que unas 222 millones no usan ningún método moderno de anticoncepción, o utilizan métodos tradicionales y se encuentran con una necesidad insatisfecha de planificación familiar. 
Las razones de no utilizar métodos anticonceptivos, a pesar de no desear tener un embarazo, pueden ser sociales, culturales o políticas. Muchas veces motivadas por los grupos religiosos o porque los hacedores de política no entienden la real importancia de la planificación familiar o no están de acuerdo y, por lo tanto, no garantizan el acceso a la anticoncepción moderna a todos los grupos etarios; por ejemplo, la restricción a grupos de adolescentes, o la falta de disponibilidad de anticonceptivos, no por hacer una compra inapropiada sino por carecer de políticas de distribución y supervisión permanente.

## Historia reciente de la planificación familiar
Inicialmente este tema de la planificación familiar inicio como bien se sabe en China que es un país en desarrollo que cuenta con la población más numerosa del mundo. de tal forma, el 6 de enero de 2005 nació el ciudadano chino número 1,300 millones y, según el censo nacional realizado a finales de 2010, la población total es de 1340 millones de personas; un poco menos que un quinto de la población mundial (6,896 millones). No obstante, su numerosa población es resultado de la llamada revolución demográfica china, es decir, de su planificación, la política de un solo hijo por familia. Con este plan, China evitó el nacimiento de más de 300 millones de personas en los últimos 32 años. Este plan se dio a conocer en todo el mundo provocando que existiesen distintas consideraciones para tener una planificación familiar.
Consideraciones como las del neomaltusianismo han hecho que los Estados se preocupen por tener políticas de población. En el siglo pasado el ingreso del concepto de control de la natalidad en la década de 1970, fuertemente ligado al concepto demográfico y, posteriormente, modificado por el concepto de planificación familiar, menos agresivo pero cuyo significado era muy similar, y que prácticamente se mantuvo hasta la Conferencia Internacional de Población y Desarrollo (CIPD) llevada a cabo en la ciudad de El Cairo, Egipto en septiembre del año 1994 (3), donde se reformula el concepto de planificación familiar, y se liga al desarrollo, a la equidad de género y al respeto de los derechos humanos, específicamente al de los derechos sexuales y reproductivos.
En esta conferencia, la planificación familiar fue reconocida como una estrategia de salud, importante y fundamental, que aplicada en forma adecuada puede contribuir al desarrollo de los pueblos en el mundo. El énfasis se centró en la persona y, como tal, se reconocieron sus derechos a la salud y su salud sexual y reproductiva. Actualmente es considerada como un elemento promotor de los derechos humanos.
Tener acceso a los alimentos, al vestido, al agua segura, a los servicios de salud de más alta calidad con programas de promoción y prevención, con una amplia variedad de medicamentos, y métodos anticonceptivos disponibles y accesibles. Es decir, tener acceso a una planificación familiar es también un derecho de todos y es deber del Estado garantizarla.

## Métodos anticonceptivos
La Organización Mundial de la Salud (OMS) ha establecido recomendaciones en relación con los criterios médicos para elegir el uso de uno u otro método anticonceptivo. Los criterios han sido desarrollados por la OMS junto con grupos, organizaciones e individuos de todos los continentes del mundo. Estos criterios pretenden garantizar que las mujeres y los hombres de todo el mundo tengan acceso a servicios de planificación familiar seguros y de alta calidad.
Los métodos anticonceptivos están disponibles gratuitamente en los consultorios de los servicios de salud, y con distintos precios en las farmacias y en las consultas privadas de los médicos y matronas. Hay que pensar cuál alternativa conviene más según los recursos económicos y el tipo de atención que se quiere.

### Métodos de barrera
- Preservativo es una funda fina elástica para cubrir el pene durante el coito, a fin de evitar la fecundación y el contagio de enfermedades de transmisión sexual.
- Diafragma consiste en un arco metálico flexible con una membrana de látex, se inserta en la vagina e impide el paso de los espermatozoides hacia el útero.
- Capuchón cervical es un dispositivo de látex, en forma de un dedal, que se introduce dentro de la vagina y cubre el cuello uterino.
- LeaContraceptivum

### Métodos anticonceptivos físico-biológicos
- Dispositivo intrauterino - DIU

### Métodos hormonales
- Anillo vaginal
- Píldora anticonceptiva
- Anticonceptivo subdérmico
- Hormonas inyectables
- Dispositivo intrauterino de hormonas -funcionan liberando progestágenos (p.e. Levonorgestrel)

### Métodos químicos
- Espermicida (químico) - Sustancias químicas que alteran la movilidad o matan los espermatozoides.

### Métodos anticonceptivos permanentes
- Ligadura de trompas
- Vasectomía
- Histerectomía

### Conocimiento de la fertilidad
- Método Ogino-Knaus
- Método Billings
- Método de la temperatura basal
- Método sintotérmico
- Planificación familiar natural

### Anticonceptivos de emergencia
- Acetato de ulipristal
- Levonorgestrel
- Mifepristona
- Píldora del día después

## Aborto inducido
El Aborto inducido o finalización voluntaria o intencional del embarazo consiste en provocar la finalización prematura del desarrollo vital del embrión o feto antes de que la gestación avance, su práctica se lleva a cabo ya sea como aborto con medicamentos o como aborto quirúrgico. Es distinto, por tanto, del aborto espontáneo, que se refiere al hecho que se presenta de manera natural. La práctica del aborto inducido está tipificada de manera muy distinta según los países ya que éstos dan un tratamiento jurídico del aborto muy distinto, desde el aborto libre durante un número de semanas de gestación hasta la prohibición total.

### Aborto con medicamentos
- La Mifepristona, en dosis altas, es el medicamento de referencia en la práctica del aborto con medicamentos junto con Misoprostol y se usan entre las primeras 7 a 9 semanas de embarazo (49 a 63 días).[13]

### Aborto quirúrgico
El aborto quirúrgico es el conjunto de técnicas quirúrgicas que tienen el fin de provocar un aborto inducido o interrupción voluntaria del embarazo (utilizando distintas técnicas dependiendo de las circunstancias, diagnóstico y tiempo de gestación: aspiración manual endouterina, succión o aspiración de vacío eléctrica, dilatación y curetaje, legrado uterino instrumental, dilatación y evacuación, histerectomía, inducción al parto prematuro, histerectomía y dilatación y extracción intacta.

## Infertilidad, reproducción asistida y fecundación in vitro
La infertilidad es la imposibilidad de concebir un hijo naturalmente o de llevar un embarazo a término después de un año de vida sexual activa. La reproducción asistida o fecundación artificial es la técnica de tratamiento de la esterilidad o infertilidad que conlleva una manipulación de los gametos. Puede llevarse a cabo mediante inseminación artificial y fecundación in vitro.

## Servicios de Planificación por países

### México
En México los sistemas de salud dentro de sus datos prioritarios contemplan la atención del programa de planificación familiar como unos de sus pilares de la atención preventiva que se otorga a la población en general, con lo cual se ha logrado disminuir los indicadores de la natalidad a números nunca antes vistos. Dicho programa se enfoca en proveer de manera sistemática y con una vigilancia supervisada a los usuarios de alternativas para el control de la natalidad. Asimismo algunas instituciones dentro de sus programas de logística a la atención en planificación familiar cuentan con enfermeras especializadas que con la asesoría y supervisión de médicos proveen a población derechohabiente de opciones en planificación familiar, todo esto con la base legal de norma impuestas por los órganos rectores del sector salud.